# Indigofera mollicoma
Indigofera mollicoma är en ärtväxtart som beskrevs av Nicholas Edward Brown. Indigofera mollicoma ingår i släktet indigosläktet, och familjen ärtväxter. Inga underarter finns listade i Catalogue of Life.